# 郇阳
郇阳是中国历史上的一个古地名。

## 历史记载
根据《战国策》《史记·苏秦列传》载：苏秦谓楚威王日：“楚，天下之强国也；王，天下之贤王也。西有黔中、巫郡，东有夏州、海阳，南有洞庭、苍梧，北有陉塞、郇阳。地方五千余里，带甲百万，车千乘，骑万匹，粟支十年。此霸王之资也。”这里的郇阳究竟为何地，历史学家说法不一。

## 顺阳说
南北朝时期的宋人裴骃在他的《史记集解》中载：“徐广云，《春秋》日‘遂伐楚，次于陉’。楚威王十一年，魏败楚陉山；析县有钧水，或者郇阳，今之顺阳乎？”裴骃认为，“陉塞”就是楚威王十一年（前329年）魏败楚的“陉山”，“郇阳”指的可能都是顺阳。唐代的张守节在《史记正义》引《括地志》云：“顺阳故城在邓州穰县西三十里，楚之郇邑也。”张守节肯定了陉塞即陉山，郇阳即顺阳的说法。

## 汝南、颍川说
唐朝的司马贞在《史记索隐》中载：“陉山在楚北境，威王十一年，魏败楚陉山是也。郇音苟，北有郇阳，其地当在汝南、颍川之界。……计郇阳当是新阳，声相近，字变耳，汝南有新阳县。应劭云，‘在新水之阳’。……徐广云，‘郇阳当是慎阳’，盖其疏也。”司马贞认为郇阳应该在汝南和颍川交界一带。